# Redefinition
Redefinition conocido en América Latina y en España como Redefinición. Es el decimoprimer episodio de la segunda temporada de la serie de televisión estadounidense Ángel. Escrito por Mere Smith y dirigido por Michael Grossman. El episodio se estrenó originalmente el 16 de enero del año 2001 por la WB Network. En este episodio Ángel trata de detener por su cuenta y sin ayuda de nadie a las vampiresas Darla y Drusilla quienes dejaron vivos a Lindsey y a Lilah para ayudarlas a gobernar L.A. Mientras en tanto Wesley, Gun y Cordelia buscan desesperadamente orientación con el alfitrion con tal de conocer que deben hacer con sus vidas sin su jefe.   

## Argumento
Wesley, Cordelia y Gunn se marchan muy tristes y confundidos por ser despedidos por su jefe. Mientras tanto Ángel se somete a duro entrenamiento con tal de enfrentarse a Darla y a Drusilla. Los ex empelados de Investigaciones Ángel visitan el canta-bar Caritas dispuestos a ser orientados por el demonio anagocico, el anfitrión. Después de pasar toda la noche en el bar peleando y embriagándose, los tres interpretan una canción juntos. No obstante, el anfitrión no les dice nada sobre su future. De repente, Cordelia tiene una visión de una chica en problemas y los tres deciden resolver el caso sin ayuda de su jefe.  
Luego de terminar su entrenamiento, Ángel interroga a Merl para conseguir información sobre las actividades más recientes de Darla y Drusilla. Merl le comenta que lo único que sabe es que están reclutando demonios para formar su propio ejército. 
En la casa de Holland Manners, Lilah y Lindsey son encontrados por los paramédicos como los únicos sobrevivientes. Si bien ambos abogados quedan confundidos por su descubrimiento, todo queda claro cuando Darla y Drusilla aparecen en W&H para revelarles que los dejaron vivos con el propósito de que uno de los dos ocupe el puesto de presidente de proyectos especiales y que por lo tanto las apoye en su plan para dominar la ciudad de L.A. 
Ángel consigue llegar al lugar de encuentro entre las vampiresas y los demonios voluntarios para su ejército. Lugar donde masacra a todos los reclutados y luego incendia a las vampiresas con petróleo. No obstante ambas logran sobrevivir al encontrar rápidamente agua. El ataque deja muy desconcertadas a las dos, en especial a Darla, quien afirma no reconocer a su creación.
Por otra parte ,Wesley, Gunn y Cordelia ayudan a la chica de la visión y trabajando juntos consiguen, prácticamente resolver su primer caso sin el vampiro con alma. Lilah y Lindsey son nombrados oficialmente co-vicepresidentes de los proyectos especiales al no encontrarlos "aptos" para el puesto. Unas horas después Wesley visita a Ángel para informarle que el y los demás se encargarán de los casos y dejarán abierto el negocio. Ángel no parece tomarle mucha importancia mientras piensa para sí que "alguien tiene que pelear la guerra".

## Elenco
- David Boreanaz como Ángel.
- Charisma Carpenter como Cordelia Chase.
- Alexis Denisof como Wesley Wyndam Pryce.
- J. Agust Richards como Charles Gunn.

## Producción
La noche que se filmó la escena donde Darla y Dru son quemadas por Ángel hacia mucho frío. Por lo que el agua con el que tanto las dobles como las actrices acabaron mojándose estaba tibia.

## Continuidad
- Este es el último episodio de la serie en presentar a Drusilla en el presente.
- Este episodio desencadena un nuevo Crossover con la serie Buffy: Ya que después de estos acontecimientos Drusilla va a Sunnydale en su intento por convencer a Spike de regresar a L.A. y reunirse como la familia que alguna vez fueron (Crush)
- Lindsey y Lilah han sobrevivido a la masacre de abogados y como consecuencia son nombrados vicepresidentes de Proyectos especiales.